# Endrosa pallida
Endrosa pallida är en fjärilsart som beskrevs av Thomann 1951. Endrosa pallida ingår i släktet Endrosa och familjen björnspinnare. Inga underarter finns listade i Catalogue of Life.